# Альфонс (группа островов)
Альфо́нс (англ. Islands in the Alphonse Group) — одна из групп островов, входящая во Внешние Сейшельские острова. Находится в 395 км к юго-западу от острова Маэ и столицы Виктория.

## Острова
Группа островов Альфонс состоит из двух атоллов, которые содержат 3 острова:
- Альфонс — находится на севере. Состоит из одного одноимённого острова.
- Сен-Франсуа — расположен на юге. Включает 2 острова — Сен-Франсуа и Бижутье.

Из всех трёх островов населён только Альфонс. Совокупная площадь суши составляет менее чем 2 км², а общая площадь, включая рифы и лагуны, около 50 км².
| Острова     | Площадь, км² | Население, чел. | Плотность, чел./км² |
| ----------- | ------------ | --------------- | ------------------- |
| Альфонс     | 1,74         | 300             | 172,41              |
| Сен-Франсуа | 0,196        | 0               | 0                   |
| Всего       | 1,936        | 300             | 154,96              |